# Vilhelm Petersen (1830-1913)
 Der er flere personer med dette navn, se Vilhelm Petersen.
Vilhelm Valdemar Petersen (født 5. april 1830 i København, død 3. juli 1913 på Frederiksberg) var en dansk arkitekt og kongelig bygningsinspektør, bror til professor Magnus Petersen, far til arkitekten Cajus Novi og onkel til arkitekten Knud Arne Petersen.

## Uddannelse
I en alder af 13 år begyndte han i april 1843 studier på Kunstakademiet og blev året efter elev af professor G.F. Hetsch, hvem han bistod som tegner og konduktør. Samtidig gik han nogle år i murerlære for at opnå praktisk uddannelse som bygmester, og han gennemgik efterhånden alle Kunstakademiets skoler og vandt alle dets medaljer – den lille (1858) og store guldmedalje 1860 for en Søbadeanstalt og desuden 1856 æresmedaljen i arkitekturen (C.F. Hansen Medaillen). Han arbejdede som konduktør for V.Th. Walther, J.D. Herholdt og Meldahl.

## Karriere
Understøttet økonomisk af Akademiet 1859 foretog han en mindre rejse til Tyskland, 1861-65 for det store stipendium en 4-årig rejse til Tyskland, Nederlandene, Frankrig og Italien sammen med Ove Petersen. 1866 blev han medlem af Kunstakademiet, var 1869-74 bygningsinspektør i Københavns Kommune, blev 1884 titulær professor, 1887 medlem af Akademiraadet (indtil 1911) og 1892 kongelig bygningsinspektør til sin død. Han var tillige medlem af Akademiets Skoleråd 1889-1905 og Akademiets delegerede i bestyrelsen for Det tekniske Selskab 1882-89.

## Domkirkekonkurrencen i Florents
Under sit ophold i Florents 1863-64 fik Petersen lejlighed til at deltage i den internationale konkurrence om et projekt til den manglende facade på Cattedrale di Santa Maria del Fiore, og sammen med 2 italienske arkitekter vandt han andenpræmien, medens førstepræmien ikke tilkendtes nogen. Ved den efterfølgende anden konkurrence valgtes Petersens og Florents-akademiets direktør, italieneren Emilio de Fabris, projekter som de 2 bedste til udførelse, men juryen foretrak ved den endelige afstemning De Fabris projekt, da dette havde en tredelt (trecuspidal) gavl, hvorimod Petersens havde en enkelt (monocuspidal) gavl. Den gamle strid om dette principspørgsmål angående "la facciata del duomo" flammede nu op på ny, og de fleste ansete kunstnere, endog den berømte franske restaurator Eugène Viollet-le-Duc, hvis erklæring indhentedes, udtalte sig imod juryens dom. Da De Fabris senere døde, medens facaden endnu kun var halv færdig, blev dens øverste parti fuldført med enkelt gavl efter et projekt, der meget lignede Petersens. Petersen blev æresmedlem af Accademia di Belle Arti Firenze i 1908.

## Stil
Vilhelm Petersen holdt trofast ved den senklassicisme, som han havde lært hos G.F. Hetsch. Han var i besiddelse af senklassicismens skønhedssans, om end noget tør, mest udpræget i Rudolph Berghs Hospital og det ydre af Videnskabernes Selskabs bygning, denne sidste for øvrigt en pastiche i højrenæssancens paladsstil. Petersen forstod også at bygge enkelt og sagligt, med betoning af den simple klump, som i Jonstrup Seminariums elevbygning.
I praktisk henseende var Petersen ikke særlig fremragende. Ældre dansk bygningskunst manglede han forståelse af, hvilket bl.a. viser sig i, at han som bygningsinspektør ønskede Regensen nedrevet, og i hans restaurering, eller rettere tilbageførelse, af Brønshøj Kirke der var brutal.
Han blev gift 14. august 1874 i Gentofte Kirke med Henriette Louise Lindegaard (30. december 1844 i Slaglille – 31. august 1923 på Frederiksberg), datter af sognepræst Vilhelm Theodor Lindegaard og Dorothea Metzie Svitzer. Han er begravet på Vestre Kirkegård.

## Udstillinger
- Charlottenborg Forårsudstilling 1849-1865 (8 gange med 8 værker)
- Rådhusudstillingen 1901

## Værker
- Atelier for billedhugger Lauritz Prior, Bredgade 33 (baghuset), København (1865-66)
- Meteorologisk Institut og Søkortarkivet, Toldbodvej (nu Esplanaden) 19, København (1872-73)
- Søtorvets bebyggelse, København (1873-76, sammen med Ferdinand Vilhelm Jensen, for Det Kjøbenhavnske Bygge-Selskab under Meldahls ledelse, fredet)
- Toldkammerbygningen i Amaliegade, Toldboden, København (1872-75, nedrevet 1973)
- Ting- og Arresthuset i Roskilde (1878)
- Egen villa, Vodroffsvej 42, Frederiksberg (1881)
- Rudolph Berghs Hospital (tidl. Vestre Hospital), Tietgensgade, København (1882-85)
- Almindeligt Hospital (siden 1919 De Gamles By) i Nørre Allé, København (1885-92)
- Tuberkuloseplejehjemmet på Tagensvej, København (1886-92)
- Sindssygehospitalet i Middelfart (1888 - senere udvidet af flere omgange - De sidste afdelinger flyttede i 1999)
- Udvidelse af Fuglebjerg Kirke (1888)
- De Gamles Bys Kirke, København (indviet 1892)
- Videnskabernes Selskabs domicil på Dantes Plads, København (1894-98)
- Toldkammerbygningerne i Frederiksværk (1895-96) og Rønne (1896-97)
- Jonstrup Seminarium, Ballerup (1897 (elevhus), 1898 (øvelsesskole))
- Naturfagsbygningen, Sorø Akademi, Sorø (1901)
- Toldkammerbygningen i Nykøbing Falster (1901, sammen med H.C. Glahn)

### Restaureringer
- Brønshøj Kirke med tilbygning af våbenhuset (1889-92)

### Projekter
- Facade til domkirken Cattedrale di Santa Maria del Fiore i Firenze (1863-64)